# Азербайджанская музыка
Азербайджа́нская му́зыка — музыкальная культура азербайджанского народа. С одной стороны азербайджанская музыка вплоть до начала XX века носила устный характер, уходя корнями в народное бытовое творчество, а с другой — приобретала черты профессионального искусства, особенно отчётливые в мугамате и творчестве ашугов.

## Народная музыка
Значительную часть народной музыки составляют семейно-бытовые песни — свадебные и траурно-погребальные (йуг, агы, марсия). Народная музыка Азербайджана отличается разнообразием жанров — это песня, танец, ашугское творчество, мугам. Как и в песнях, в танцах нашли своё отражение тип темперамента их создателей. Женские танцы — сдержанны, пластичны, лиричны (Вагзалы, Узундере), мужские — оживлённые, отмеченные удалью, силой (Газахы, Гайтагы, Ханчобаны). Основная часть народных танцев — сольные, но встречаются также парные и групповые (халай, яллы, йорду-йорду, джанги).
В азербайджанской народной музыке используются 7 основных ладов: раст, шур, сегях (особенно распространены), шуштэр, баяты-шираз, чаргях и хумаюн, каждый из которых отличается особым образно-эмоциональным характером и содержит сумму определённых попевок. Семантика лада раст имеет важное значение, для мужественных и героических танцев. В женских танцах чаще применяются сегях, шур. В своей работе «Основы азербайджанской народной музыки» композитор Узеир Гаджибеков пишет:
По метро-ритмическому построению азербайджанская народная музыка подразделяется на музыку с четко выраженным метрическим размером и на музыку без какого-либо метра. Музыку с четко выраженным размером образуют народные песни, все виды народных танцев, а также «теснифы» (вокальная музыка) и «ранги» (инструментальная музыка). Размеры этих форм самые обыкновенные, то есть 6/4, 4/4, 3/4, 2/4, 4/8. 6/8. 3/8. Совершенно отсутствуют такие размеры, как 7/8, 5/4, которые встречаются в музыке других народов Востока. Размер 4/4 является более характерным для азербайджанской музыки, чем 2/4.
Одна из особенностей ладово-интонационной системы азербайджанской музыки — наличие микроинтервалики (в октаве 17 ступеней).
Разнообразием пользуются азербайджанские народные музыкальные инструменты. Наиболее широко распространены духовые — тутэк, балабан, зурна; струнно-щипковые — тар, саз (его разновидности: дшурэ-саз, бёйюк-саз, голтух-саз), уд, канон; струнно-смычковые — кеманча; ударные — дэф (бубен), нагара, гоша-нагара. Создателем азербайджанского тара (11-и струнного) является азербайджанский музыкант-конструктор Садыхджан, живший в XIX веке и получивший прозвище «Отец тара». 4 октября 1920 года с целью «широкого и планомерного распространения музыкального образования пролетарской массы и обслуживания всех пролетарских организаций АССР» был издан декрет о «национализации музыкальных инструментов», переходившие в ведение Наркомпроса в качестве государственной собственности. 1 мая 1932 года композитор Узеир Гаджибеков создал первый нотный оркестр азербайджанских народных инструментов им. С.Рустамова, а в январе 2000 года при Азербайджанской государственной филармонии был создан Азербайджанский государственный оркестр народных инструментов. 5 декабря 2012 года азербайджанское искусство игры на таре было включено в список нематериального культурного наследия ЮНЕСКО.
Ритм танцев, в основном базируется на 6/8 и 3/4. Важнейшим жанром устной профессиональной музыки Азербайджана, как и во многих странах Ближнего и Среднего Востока, является мугам.
Согласно энциклопедии Ираника, заметное влияние на развитие азербайджанских музыкальных традиций и терминологии оказали иранские музыкальные элементы, в свою очередь азербайджанские музыкальные элементы встречаются в иранской музыке, особенно в танцевальных ритмах. Азербайджанская музыка исполняется и в других регионах Кавказа, главным образом среди армян, которые переняли мугамную систему и такие музыкальные инструменты, как кяманча и тар. В свою очередь, в некоторых персидско-азербайджанских мугамах, особенно в танцевальных частях инструментальной музыки, прослеживается влияние армянских городских песен и танцев. Такие музыкальные инструменты, как канун и уд, были введены в азербайджанскую музыку армянскими исполнителями.
Согласно историку XIX века Николаю Дубровину, на армянских свадьбах звучали также азербайджанские песни.
В танцах и музыке лакцев и лезгин также заметны влияния азербайджанской музыкальной культуры. Отмечается, что лезгинские и табасаранские певцы-импровизаторы, в частности, слагали песни и сюжеты, заимствованные у ашугов Азербайджана, и пользовались их формой стихосложения.

### Мугам
Мугам является основным жанром азербайджанской музыкальной устной классической традиции наряду с песенно-танцевальным фольклором. Мугам — монодийная циклическая композиция, заключённая в рамки отшлифованной формы, главная особенность которого заключается в органическом синтезе стабильного (канонического) и свободного (импровизационного) начал. Для мугамов характерны элементы многоголосия: выдерживание в аккомпанементе опорных ступеней вокальных мелодий, имитационное построение партии тара и кеманчи. В Азербайджане мугам исполняется обычно в сопровождении трио сазандарей: тарист, кеманчист, бубнист, а иногда сам певец-ханенде является одновременно бубнистом. Мугам состоит из импровизации речитативного склада, составляющей остов композиции, чередующейся с ритмическими теснифами (вокал) и ренгами (инстр.). Исполнение мугамов требует специальной подготовки как в плане знания материала и формы, так и в плане виртуозности и техники. Речевой пласт мугама базируется на лирических газелях известных поэтов Ближнего и Среднего Востока. Определённую группу жанров профессиональной музыки устной традиции составляют инструментально-вокальные мугамы, получившие название зерби-мугамов (ритмический мугам), где большая роль, в сопровождающем пение ансамбле, отводится ударному инструменту.
В 2008 году ЮНЕСКО объявил азербайджанский мугам одним из «шедевров устного и нематериального наследия человечества».

### Ашугская музыка
К ветви профессионального искусства устной традиции принадлежит и музыкально-поэтическое творчество ашугов (от слова «эшг» — любовь) — певцов-сказителей-поэтов.
Предшественниками ашугов в Азербайджане были озаны (др. назв. — шуара, деде, яншаг и т. д.). Название «ашуг» появилось в Закавказье в XVI—XVII вв.. В Азербайджане ашуг издавна назван «Эл анасы» («Мать народа»), поскольку всегда выражал чаяния народа, защищал свободу любви, пел о преданности родине. Ашуг исполняет свои сказания, сопровождая себя на сазе. Содержание творчества ашугов: эпос, социальность. Наиболее распространённые жанры: дастан (героико-эпическое сказание), дейишме (состязание), устаднаме (песни-нравоучения), гезеллеме (песни-дифирамбы), шикесте, мисри (лирические песни).
Основные народные инструменты Азербайджана: тар, кяманча, деф (в трио мугаматистов), саз (в творчестве ашугов), нагара, гоша-нагара (в праздничных обрядах), балабан, зурна. Ашуги аккомпанируют себе на сазе, 3 струны которого чаще всего настроены в кварто-квинтовом соотношении (это создаёт несложную форму гармонического многоголосия).
Вокально-инструментальное искусство ашугов основано на классических мелодиях (свыше 80), каждая из которых имеет множество импровизационных вариантов. Это искусство имеет определённые стилистические признаки (многократные точные или вариантные повторы коротких попевок, иногда одного звука, небольшой диапазон мелодий и др.).
В 1928 году в Баку был созван первый республиканский съезд ашугов. В 2009 году на четвёртой сессии Комитета по защите нематериального наследия ЮНЕСКО в Абу-Даби (ОАЭ) азербайджанское ашугское искусство было внесено в Репрезентативный список Нематериального культурного наследия ЮНЕСКО.

### Тесниф
Тесниф — это малый вокальный жанр азербайджанской национальной классической музыки. Тесниф занимает важное место в репертуарах ханенде (исполнители мугамов). Один из самых ярких представителей азербайджанского вокального искусства — Бюль-Бюль. Они обычно исполняются до или после мугама. Поэтическую основу составляют газели, используются также гошма, баяты, герайлы и другие формы лирической поэзии. В XX веке ханенде начали использовать в теснифах стихи азербайджанских поэтов (Самед Вургун, Сулейман Рустам, Алиага Вахид, Бахтияр Вагабзаде, И. Сафарли и др.). Кара Караев, Фикрет Амиров, Тофик Кулиев, Алекпер Тагиев, Закир Багиров и музыковед М. С. Исмайлов широко использовали теснифы в своём творчестве.

## Академическая музыка
С конца XIX века на территорию современного Азербайджана интенсивно проникает европейская, в особенности русская, музыкальная культура. В Баку организуются симфонический оркестр, частная оперная труппа, филиал РМО. В Шуше организуется кружок музыкальных и литературных деятелей, поставивший в 1897 году первый в Азербайджане музыкальный спектакль «Смерть Меджнуна на могиле Лейли». Первые сочинения для скрипки, фортепиано появились в начале 20 века. С появлением органа в Лютеранской церкви появилась возможность осваивать орган. Первый сборник сочинений для органа выпустил Хайам Мирзазаде.

### Оперное искусство
Основоположником азербайджанского оперного искусства стал композитор Узеир Гаджибеков, написавший в 1907 году оперу «Лейли и Маджнун» по одноимённой поэме Физули. Он стал основоположником жанра мугам-опера, сочетающая в себе нотную запись музыки (хоры, танцы) с сольной вокальной импровизацией — мугамом на основе указанного композитором текста. Следующим крупным достижением для азербайджанского оперного искусства стало создание Гаджибековым оперетты «Аршин мал алан». Р. М. Глиэр написал для азербайджанского театра оперу «Шахсенем» (пост. 1927; 2-я ред. пост. 1934), приблизившую азербайджанскую музыку к решению сложных профессиональных задач. Первой азербайджанской оперой, основанной на классических музыкально-сценических формах, стала «Нэргиз» Магомаева (1935), отразившая революционные события в Азербайджане 1920-х гг. Композитор Фикрет Амиров создал по мотивам одноимённой драмы Джафара Джаббарлы оперу «Севиль» (1953), ставшей первой национальной лирико-психологической оперой.

### Симфоническая музыка
Сюита А.Зейналлы «Фрагменты» (1931) считается первым образцом азербайджанской симфонической музыки.
Симфонический жанр, возникший в Азербайджане в 1920-30-х гг. (М. Магомаев, А. Зейналлы), достиг подъёма во 2-й половине 40-х-60-х гг. Композиторскую школу республики возглавил Кара Караев, творчество которого соединило национальные черты и стилевые особенности современной музыки, выдвинуло азербайджанскую музыку на арену мирового музыкального искусства. Двухчастная 1-я симфония (1943) Караева отличается резкими контрастами драматических и лирических образов. В пятичастной 2-й симфонии, написанной в связи с победой над фашизмом (1946), традиции азербайджанской музыки сплавлены с классицистскими (выразительная пассакалия 4 ч. основана на тематизме мугамного типа). Кара Караев написал симфоническую поэму «Лейли и Меджнун», симфоническую сюиту «Семь красавиц» и балет на одноимённую тему, ставший вершиной творчества композитора..
Для Фикрета Амирова характерны жанрово-лирический симфонизм, романтическая патетика (концерт для фп. с оркестром народных инструментов, соавтор А. Бабаев, 1946; струн. симфония «Низами», 1947; сюита «Азербайджан», 1950). В 1947 году он пишет симфонию «Низами» — первую в азербайджанской музыке симфонию для струнного оркестра, а в следующем году в его творчестве возникает новый жанр: симфонические мугамы «Шур» и «Кюрд Овшары», суть которого заключается в синтезе традиций азербайджанских народных певцов-ханенде с принципами европейской симфонической музыки. Искусствовед и эксперт ЮНЕСКО по нематериальному и устному культурному наследию Азербайджана Санубар Багирова отмечает, что «созданный Фикретом Амировым и подхваченный Ниязи и Сулейманом Алескеровым жанр так называемого симфонического мугама, строго говоря, был ближе к рапсодии европейского типа, чем собственно к мугаму, но с художественной точки зрения „Шур“ (1948) и „Кюрд-Овшары“ (1949) Амирова, „Раст“ Ниязи (1951), несомненно, обогатили азербайджанскую симфоническую музыку». Симфоническая поэма «Лейли и Меджнун» (1947) Кара Караева положила начало лирико-драматическому симфонизму в Азербайджане.

### Baku Piano Festival
С 2022 года в Баку проводится международный фестиваль «Baku International Piano Festival». Основателем фестиваля является Шаин Новрасли.
Первый фестиваль прошёл с 20 по 27 мая 2022 года.
Второй фестиваль прошёл с 15 по 29 июня 2023 года.
Третий фестиваль прошёл с 15 по 29 июня 2024 года. В рамках мероприятия проведены показы кино, арт-мероприятия, театральная постановка и литературный конкурс.

## Джаз
Азербайджанский джаз начал зарождаться в 1930-х годах, когда композитор Тофик Кулиев совместно с дирижёром Ниязи создал первый джазовый оркестр в Баку. Однако, основоположником азербайджанского джаза стал Вагиф Мустафа-заде, создавший новый музыкальный жанр — джаз-мугам, смешав элементы джаза с азербайджанской народной музыкой. 
В 1957 году Рашид Бейбутов при Азербайджанской филармонии создал концертный ансамбль, объединяющий стилистику джаза и азербайджанские народные инструменты.

## Популярная музыка
Основоположниками современной национальной школы вокального мастерства были певцы Шовкет Мамедова и Бюль-Бюль.

### Азербайджанская поп-музыка
Классическая поп-фолк музыка была очень популярна в Азербайджане в начале 1960-х с песнями Муслима Магомаева, Анатоллу Ганиева и Шахлара Гулиева. В конце 1970-х появилось новое поколение музыкантов (Р.Бейбутов, М.Бабаев, Ф.Керимова, Ш.Алекперова, О.Агаев и др.). В начале 1980-х Акиф Исламзаде был самым успешным поп-музыкантом. В начале 1990-х песни Ниямеддина Мусаева и Балоглана Ашрафова были во всех чартах.
Азербайджанская поп-музыка вышла на новый уровень после того, как страна дебютировала на Евровидении 2008 года. Выступление страны заняло третье место в 2009 году и пятое в следующем году. Эл и Никки заняли первое место на Евровидении 2011 с песней «Running Scared».

### Мейхана
Мейхана — направление народного музыкально-поэтического творчества — гибкий стихо-ритмический музыкальный жанр. Название этого жанра восходит к традиционному названию трактиров и таверн — «мейхана» («meyhane»), которое происходит от персидских слов «mey» (вино) и «hane» (дом). В годы СССР известным поэтом, сочинителем текстов для «мейхана» был Алиага Вахид.

### Симфо-рок-мугам
Композитор Эльдар Мансуров поставил музыкальный проект «Бахрамнамэ», представлявший собой новый музыкальный синтез — симфо-рок-мугам. Он стал также первым композитором в Азербайджане, создавший рок-оперу «Семь красавиц».

## Песни

### Азербайджанская народная песня
Народное песенное творчество разнообразно по жанрам (обрядовые, бытовые, лирические, исторические, трудовые, шуточные и др.). Оно отличается богатой метроритмикой, подчинённая тактовым размерам — 6/8, 3/4, 2/4. Широко используются синкопы; типичный приём развития вокальных мелодий — это опевание опорных тонов, также преобладает сольное, реже хоровое (унисонное) исполнительство. Мелодика песен почти всегда характеризуется нисходящим движением, вариантным развитием заглавных попевок. Одним из жанров азербайджанских народных песен, главным образом лирического характера, является баяти, в основе которого лежит строго определённая поэтичная форма — семисложные стихи, группирующиеся в четырёхстрочные строфы.
В 1927 году под редакцией Муслима Магомаева вышел в свет написанный и обработанный Узеиром Гаджибековым первый сборник «Азербайджанских тюркских народных песен». Этот сборник положил начало музыкальной фольклористики в Азербайджане.

### Песни и романсы
Первые азербайджанские массовые песни были написаны Гаджибековым и Магомаевым в 1920—1930-х гг., а начиная с 1950-х гг. этот жанр получил развитие в творчестве других авторов. Своей «Детской сюитой» для фортепиано композитор Асеф Зейналлы заложил основу азербайджанской детской музыки. Он стал автором первых образцов национального романса, а Узеир Гаджибеков позже создал новый жанр — романс-газель на основе форм восточной поэзии. В песенном творчестве Тофика Кулиева слились ладово-интонационные особенности народной музыки и советской лирической песни.